# Emilie Turunen
Emilie Turunen, née le 13 mai 1984 à Copenhague, est une femme politique danoise, membre du Parti populaire socialiste, puis de la Social-démocratie. 

## Biographie
En 2008, elle est élue présidente de l'organisation de jeunesse du Parti populaire socialiste. En août 2008, elle annonce sa candidature aux élections européennes de juin 2009.
Lors du scrutin de 7 juin, alors âgée de 25 ans, elle est élue députée européenne sur la liste conduite par Margrete Auken. Après le scrutin, elle siège au sein de la commission du marché intérieur et de la protection des consommateurs et du groupe des Verts, dont elle est vice-présidente.
En mars 2013, elle annonce son départ du Parti populaire socialiste pour rejoindre la Social-démocratie, et commence alors à siéger au sein du groupe social-démocrate du Parlement européen. Elle annonce alors ne pas vouloir briguer de second mandat lors des élections européennes de 2014, pour tenter de se faire élire au Folketing, le parlement danois. En janvier 2014, elle décline finalement une investiture sociale-démocrate pour les élections législatives et annonce son départ de la vie politique à l'issue de son mandat au Parlement européen.